# Académie du vin de Bordeaux
L'Académie du vin de Bordeaux est une organisation professionnelle fondée en 1948 par des membres de la filière viti-vinicole bordelaise. 

## Organisation
L’Académie se compose d'académiciens, mais aussi de membres associés, qui regroupent plus de cent châteaux, des négociants et des courtiers, de membres correspondants et de membres d'honneur.
Elle publie depuis 1953 le Code des millésimes, une publication bisannuelle de référence, publiée en cinq langues, pour la connaissance et la dégustation du vin de Bordeaux.
Elle dirige des études et des recherches actives sur le vin et organise des événements : conférences, colloques, expositions.
Elle décerne, depuis 2003, le prix Montaigne. 